# Барок у Енглеској
Енглеска архитектура у општим цртама развоја иде за француском тј. око 1700. године високи барок побеђује класицизам. Најзначајнији енглески представник класицизма био је пример ренесансног човека, сер Кристофер Рен, који је студирао анатомију, затим физику и математику, бавио се астрономијом и коначно архитектуром. 
Његов класицизам посебно се огледа на куполи катедрале Св. Павла у Лондону, која одаје утисак пресликаног и увеличаног Брамантеовог Темпијета. Међутим, други елементи решења ове катедрале сведоче модерно барокно здање и познавање савремене архитектуре у Италији и Француској. Тако се у решавању прочеља одлучио за утицај источне фасаде Лувра, а као и код Св. Петра у Риму, његова купола у пречнику има димензије једнаке ширини главног и бочних бродова заједно. Сер Кристофер Рен, Прочеље катедрале Св. Павла, Лондон, 1675-1710.
У енглеском сликарству, иако рококо никада није званично прихваћен, опет су имали удела француски сликари који су утицали на појаву прве сликарске школе након средњег века већег значаја од локалног. У њој је радио Вилијам Хогарт, који се око 1730. прочуо по новој врсти слика које је он описао као модерне моралне теме..налик представама на позорници. Те слике и гравире радио је у серијама тј. циклусима намењеним широј популацију као представе које средњи сталеж подучавају врлинама, поставши вероватно први уметник у историји уметности који је био критичар друштва по сопственом праву. 
Током XVIII века портретисање је било врло цењено у енглеском сликарству као једини извор прихода за сликаре. Међу уметницима портрета издваја се Томас Гејнсбороу, познат по својим хладно отменим портретима фигура у аристократским позама, сликаним флудним слојевима налик Рубенсу. Његов највећи конкурент био је сер Џошуа Рејнолдс, председник Краљевске академије у Лондону од њеног оснивања 1768. и велики заговорник академског (класичног) приступа уметности. Његов стил је дуговао доста венецијанском колориту, фламанском барокупа чак и Рембранту, а своје портрете волео је да оплемењује, када је то било могуће, прерушавањем (костимирањем) или алегоријским додацима као на слици Гђа Сидонс као муза трагедије.